# Tadamon, Syria
Tadamon (tiếng Ả Rập: التضامن; cũng đánh vần Tadamoun hoặc Tadamun) là một khu phố và quận của đô thị al-Midan của Damascus, Syria. Khu phố đã hoạt động trong cuộc nội chiến ở Syria.

## Lịch sử
Cho đến những năm 1960, khu vực Tadamon phần lớn được bao phủ bởi những vườn cây ăn quả.  Tuy nhiên, khu vực này bắt đầu đông dân bởi những người Syria đã chạy trốn khỏi Cao nguyên Golan sau khi Israel chiếm đóng khu vực đó trong Chiến tranh Sáu ngày năm 1967.  Khu vực này cũng chứng kiến một dòng người Syria di chuyển từ vùng nông thôn Damascus.  Hầu hết những người chuyển đến Tadamon xây dựng nhà của họ mà không có giấy phép của chính phủ và khu vực này đã phát triển thành một khu phố không chính thức, nơi có khoảng 90% nhà không có hành vi đăng ký chính thức.
Trong cuộc Nội chiến Syria, năm 2012, hầu hết Tadamon đã bị phiến quân chiến đấu tàn phá dưới ngọn cờ của Quân đội Syria Tự do (FSA).  Vào năm 2015, Nhà nước Hồi giáo Iraq và Levant (ISIL), đã tiếp quản một phần của quận từ FSA.  Các lực lượng chính phủ đã tái khẳng định quyền kiểm soát hoàn toàn Tadamon trong một cuộc tấn công quân sự vào năm 2018.

## Dân số
Theo Cục Thống kê Trung ương Syria, Tadamon có dân số 86.793 người trong cuộc điều tra dân số năm 2004. Theo Agence France-Presse, Tadamon có dân số trước chiến tranh là 250.000 người nhưng hầu hết cư dân đã trốn khỏi khu vực trong chiến tranh.  Tính đến cuối năm 2018, dân số của huyện là khoảng 65.000.